# Hrvatska Demokratska Zajednica 1990

Logo der Partei

Die Kroatische Demokratische Union 1990 oder Kroatische Demokratische Gemeinschaft 1990 (Hrvatska Demokratska Zajednica 1990) ist eine Partei der kroatischen Volksgruppe in Bosnien und Herzegowina. Sie ist aufgrund innerparteilicher Differenzen im April 2006 als Splitterpartei der HDZ BiH entstanden und wird von Martin Raguž angeführt.
Sie tritt als national orientierte christdemokratische Partei auf und setzt sich in erster Linie für den Erhalt der kroatischen Volksgruppe als staatstragende Ethnie der Republik Bosnien und Herzegowina ein. Neben der Föderation und Republika Srpska fordert sie die Schaffung einer dritten (kroatischen) Entität im Gesamtstaat.